# 보이 소프라노

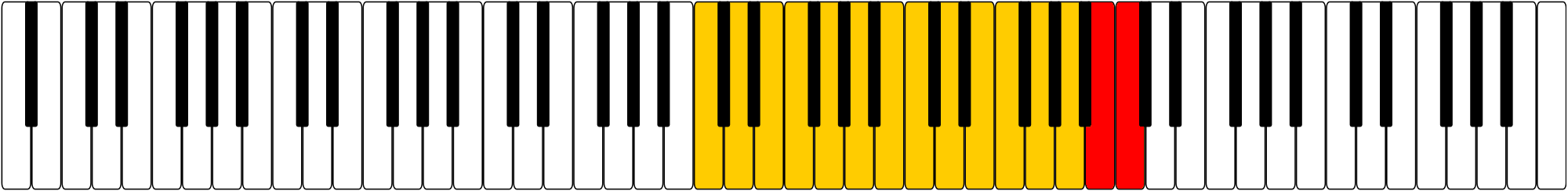
성인 여성 소프라노의 일반적인 음역대는 C_{4}–C_{6}(강조된 부분)이며 평균 보이 소프라노는 빨강(B_{5}–C_{6})으로 표시된 부분에 도달하지 못한다.

보이 소프라노(영국 and especially North American English)/북아메리카 영어: boy soprano) 또는 보이 트레블(영국 영어: boy treble)은 목소리가 변하지 않아 소프라노의 음역을 소화하는 어린 남자 가수이다.

## 저명한 보이 소프라노
- 빌리 조 암스트롱
- 저스틴 비버
- 데이비드 헤밍스
- 마이클 잭슨
- 브루노 마스
- 장바티스트 모니에
- 키스 리처즈